# Neufchâteau, Bỉ
Neufchâteau (Li Tchestea trong tiếng Wallonie) là một đô thị của Bỉ. Đô thị này nằm ở tỉnh Luxembourg, vùng Wallonie, Bỉ.
Ngày 1 tháng 1 năm 2007, đô thị này có diện tích 113,79 km², có dân số 6.652 người với mật độ dân số 58,5 người trên mỗi km².
Đô thị này gồm các đô thị cũ Grandvoir, Grapfontaine, Hamipré, Longlier, và Tournay as well as the localities of Cousteumont, Fineuse, Gérimont, Harfontaine, Hosseuse, Lahérie, LeSart, Malome, Marbay, Massul, Molinfaing, MonIdée, Montplainchamps, Morival, Namoussart, Nolinfaing, Offaing, Petitvoir, Respelt, Semel, Tronquoy, Verlaine, và Warmifontaine.